# Stendafne
Stendafne (Daphne cneorum), også skrevet Sten-Dafne, er en stedsegrøn dværgbusk med en krybende til opstigende vækstform. Planten er stærkt giftig.

## Beskrivelse
Hovedgrenene er vandrette med opadbøjede spidser. Barken er først grågrøn, men den bliver senere gråbrun. Knopperne er spredte, ægformede og grønlige, men de ses ikke meget nede bag bladene. Bladene sidder tæt samlet fremme ved skudspidsen, og de er lancetformede og helrandede med lang spids. Oversiden er blank og mørkegrøn, mens undersiden er mat og blågrøn. Blomsterne sidder 6-8 sammen i små toppe yderst på skudspidserne. Hver blomst er lyserød med en mørk rosa yderside. Duften er stærk, krydret og sød. Frugterne er grønne stenfrugter, som næsten aldrig bliver helt modne her i landet.
Rodnettet består af nogle få, tykke hovedrødder og mange, fine siderødder. 
Højde x bredde og årlig tilvækst: 0,3 x 0,5 m (5 x 7 cm/år). 

## Hjemsted
Stendafne hører hjemme på kalkrig, veldrænet og næringsfattig bund i Mellem- og Sydeuropas bjerge. I det vulkansk prægede landskab, hegau, som ligger nordvest for Bodensee i Bayern, Tyskland, findes arten i fyrreskovenes lysninger og bryn sammen med bl.a. akselrøn, almindelig liguster, svalerod, tørst, blodrød storkenæb, duneg, filthåret dværgmispel, grenet edderkopurt, hvid diktam, kantet konval, Peucedanum cervaria (en art af svovlrod), pibekvalkved, pilebladet tusindstråle, Rhamnus saxatilis (en art af korsved), skovfyr, skærmokseøje og sort gyvel

## Galleri
|  |  |  |  |

## Note
1. ↑  Badischer Landesverein für Naturkunde und Naturschutz: Exkursion in den nördlichen Hegau

| Portal | Portal:Botanik |